# حادثه ورزشگاه آزادی

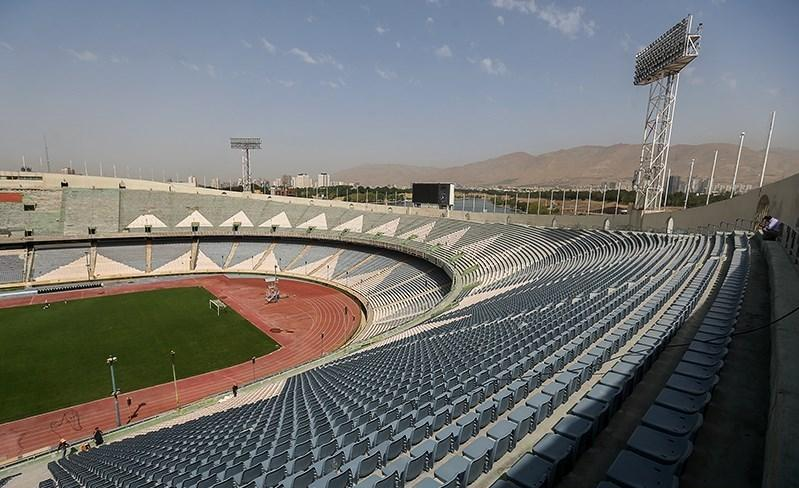
ورزشگاه آزادی

حادثه ورزشگاه آزادی در روز ۵ فروردین ۱۳۸۴، در پایان بازی فوتبال بین تیم ملی فوتبال ایران و تیم ملی فوتبال ژاپن، به دلیل ازدحام بیش از حد جمعیت برای خروج از ورزشگاه آزادی تهران اتفاق افتاد و به کشته شدن ۷ نفر و زخمی شدن ۳۹ نفر منتهی شد.
یکی از دلایل بروز این حادثه پارک شدن نامتعارف یک هلیکوپتر در نزدیکی خروجی ورزشگاه بوده‌است. این هلیکوپتر متعلق به نیروی انتظامی بوده و برای حمل رئیس وقت نیروی انتظامی در نزدیکی ورزشگاه فرود آمده بوده‌است. اما مسولین نیروی انتظامی حضور هلیکوپتر را به دلیل تصویربرداری و نه حمل مقامات انتظامی اظهار کردند. از سوی دیگر عبداله رمضان‌زاده سخنگوی وقت دولت هلیکوپتر را متعلق به نیروی انتظامی دانست و وجود هلیکوپتر در مقابل دروازه خروجی اصلی ورزشگاه را عامل مسدود شدن اعلام کرد.

## پیش زمینه
در روز ۵ فروردین ۱۳۸۴ فدراسیون فوتبال ورود به ورزشگاه و تماشای بازی فوتبال بین تیم‌های ملی ایران و ژاپن را رایگان اعلام کرد و همزمان صدا و سیما شروع به تبلیغ گسترده و تهییج مردم جهت حضور بیشتر مردم در ورزشگاه کرد. درهای ورودی ورزشگاه در ساعت ۱۲:۰۰ و در شرایطی که بیش از یکصد هزار نفر در ورزشگاه حضور داشتند بسته می‌شود.

## بازی
استقبال ۷۰ هزار نفری تماشاگران یک ساعت پیش از بازی خبر از اهمیت بسیار بالای این مسابقه می‌داد. تماشاگرانی که نه تنها از تهران بلکه از نقاط مختلف ایران برای تماشای این دیدار خود را به ورزشگاه ۱۰۰ هزار نفری پایتخت رسانده بودند. دیداری از سری رقابت‌های مقدماتی جام جهانی ۲۰۰۶ آلمان که قرار بود ساعت ۱۸ روز جمعه ۵ فروردین‌ماه سال ۱۳۸۴ با قضاوت شمس‌المائدین داور سنگاپوری در ورزشگاه آزادی برگزار شود. در این دیدار برای تیم ایران ابراهیم میرزاپور، محمد نصرتی، یحیی گل‌محمدی، رحمان رضایی، مهدی مهدوی‌کیا، جواد نکونام، علی دایی، حسین کعبی، فریدون زندی، وحید هاشمیان و علی کریمی به میدان رفتند. در مقابل آن‌ها نیز سامورایی‌ها با ترکیب نارازاکی، ناکازاوا، میورا، میاموتو، کاجی، فوکونیشی، هیده توشی، ناکاتا، ناکامورا، شینجی اونو، تاکاهارا و تامادا بازی کردند. دیداری که با نتیجه دو بر یک به سود ایران به پایان رسید اما مرگ ۷ نفر از هموطنان ایرانی آن را به تلخ‌ترین پیروزی تیم ملی فوتبال تبدیل کرد.

## شرح واقعه
یکی از مسائلی که در مورد آن در آن روزها بسیار صحبت می‌شد، هلی‌کوپتری بود که در مقابل یکی از رمپ‌های ورزشگاه آزادی فرود آمده بود. گویا اصلاً در این نقطه باندی برای فرود وجود نداشت و تنها به علت کم کردن مسافت در این نقطه قرار داده شده بود. گویا به علت فرود هلیکوپتر در آن نقطه، سایر خروجی‌های نزدیک به هلیکوپتر بسته شده بود و تماشاچیان مجبور به خروج از رمپ‌های دیگری بودند.
در ادامه بررسی تحقیقات پرونده مدیرکل حراست سازمان تربیت بدنی دربارهٔ دخیل بودن استقرار هلیکوپتر نیروی انتظامی در حادثه عنوان کرد که این مسئله در کمیسیون تحقیق در دست بررسی است اما در نهایت گزارشی رسمی در این باره منتشر نشد.

## تلفات
۷ نفر از تماشاگران ایرانی به نام‌های رحیم شفاعت، سید رحیم سید هاشمی، مجتبی ابراهیم‌زاده، هادی ربیعی، بهروز صدوقی، امید چوبدار خوشخو و محمد جعفری جان خود را در ورزشگاه از دست دادند.

## مقصران
به گزارش قانون، هاشمی طبا در توییتر خود نوشت: در نوروز ۸۴ سوء مدیریت یکی از کاندیداهای فعلی موجب جان‌باختن ۷ نفر از تماشاگران بازی ایران و ژاپن در ورزشگاه آزادی شد، دریغ از ذره‌ای پاسخگویی. گفتنی است در روز ۵ فروردین ۱۳۸۴ و در پایان دیدار ایران و ژاپن ۷ نفر از تماشاگران ایرانی به نام‌های رحیم شفاعت، سید رحیم سید هاشمی، مجتبی ابراهیم‌زاده، هادی ربیعی، بهروز صدوقی، امید چوبدار خوشخو و محمد جعفری جان خود را به دلیل ازدحام از دست دادند. همان روزها اعلام شد که مبادی خروج از ورزشگاه و بسته شدن یکی از مبادی مهم، باعث کشته شدن این ۷ نفر شده‌است.
عبدالله رمضان‌زاده پس از آن اتفاق گفته بود که نیروی انتظامی مقصر مرگ این تماشاگران است. ضیا آذری، مدیر کل مجموعه آزادی نیز عنوان کرده بود: «ما کلیه درهای مجموعه را بسته به ترتیبی که در شورای تأمین استان و از سوی مقامات امنیتی و انتظامی مقرر می‌شود، ۱۲ تا ۴۸ ساعت پیش از برگزاری دیدار به نیروی انتظامی تحویل می‌دهیم و درهای تمامی مبادی ورودی و خروجی به صراحت بند ۹ مصوبه کمیسیون ورزشی شورای تأمین استان تهران در تاریخ ۲۴ اسفندماه ۸۳ بر عهده نیروی انتظامی قرار دارد». محمد باقر قالیباف در آن سال به عنوان رئیس نیروی انتظامی فعالیت می‌کرد.